# Лисакович, Виктор Петрович
Ви́ктор Петро́вич Лисако́вич (род. 6 августа 1937, Рига, Латвия) — советский и российский режиссёр, сценарист документального кино, преподаватель. Народный артист Российской Федерации (1999), лауреат Государственной премии СССР (1976).

## Биография
Творческая биография началась в 1954 году, когда он был принят на должность ассистента оператора Рижской киностудии, где он проработал до 1959 года.
В Москве, будучи студентом мастерской документального кино Арши Ованесовой и Леонида Кристи во ВГИКе, с 1962 года работал режиссёром на Центральной студии документальных фильмов. По окончании института в 1964 году был оставлен на ЦСДФ, где кроме фильмов работал над кинопериодикой: «Новости дня» и другие.
С 1968 года — режиссёр творческого объединения «Экран» Гостелерадио СССР. С 1969 года — художественный руководитель студии документальных программ. В период 1988—1993 годов являлся художественным руководителем кинопрограммы «XX в.» на Киностудии имени М. Горького.
Наш прежний кинематограф был слишком пропагандистским. Жаль, что после ВГИКа воспитание молодых авторов фактически прекращается, обрывается. Из-за отсутствия реальной потребности в документалистах наши выпускники куда-то пропадают.<…> Снижая профессиональный уровень, ТВ может дойти до саморазрушения. А ведь оно может быть и искусством. В том числе искусством документального кино.
С 1981 года руководит мастерской, а с 1997 года и заведует кафедрой неигрового кино во ВГИКе. Профессор с 1999 года. Автор учебных пособий «Мастерская И.П. Копалина» (2014) и «Мастерская Арши Ованесовой и Леонида Кристи» (2017), сборника «Мастерская Романа Кармена» (2019).
Член КПСС с 1966 года. Член Союза кинематографистов СССР (Москва), с 1976 года — секретарь правления СК СССР. Член президиума Академии кинематографических искусств и наук, член рабочей группы Российского организационного комитета «Победа» по координации работы по патриотическому воспитанию граждан.

### Семья
- жена — Лидия Львовна Зайцева (1939—2010), звукооператор;
- дочь — Яна Викторовна Лисакович, редактор телевидения;
- сын — Степан Викторович Лисакович, оператор на телевидении[2].

## Фильмография[6]
| Год  |     | Название                                                                       | Роль                                          |
| ---- | --- | ------------------------------------------------------------------------------ | --------------------------------------------- |
| 1962 | док | Осень надежды                                                                  | режиссёр                                      |
| 1962 | док | Февраль. Саяны                                                                 | режиссёр                                      |
| 1963 | док | Его звали Фёдор                                                                | режиссёр                                      |
| 1963 | док | Здравствуй, Нетте!                                                             | режиссёр                                      |
| 1964 | док | Катюша                                                                         | режиссёр                                      |
| 1965 | док | Всего одна жизнь                                                               | режиссёр                                      |
| 1966 | док | Леонид Енгибаров — знакомьтесь!                                                | режиссёр                                      |
| 1967 | док | Вспоминая Чкалова                                                              | режиссёр                                      |
| 1968 | док | Гимнастёрка и фрак                                                             | режиссёр                                      |
| 1971 | док | Америка. Осень 1971 год                                                        | режиссёр                                      |
| 1971 | док | Час Ирландии                                                                   | режиссёр                                      |
| 1972 | док | Туманы Британии                                                                | режиссёр                                      |
| 1973 | док | Краски Индии                                                                   | режиссёр                                      |
| 1973 | док | Программа мира в действии                                                      | режиссёр                                      |
| 1974 | док | Твои сыновья, Греция                                                           | режиссёр                                      |
| 1976 | док | Расскажи о доме своём                                                          | режиссёр                                      |
| 1977 | док | Хемингуэй живёт в Гаване                                                       | режиссёр, сценарист                           |
| 1978 | док | Во Львов, не на экскурсию                                                      | режиссёр, сценарист                           |
| 1981 | док | Париж. Почему Маяковский?..                                                    | режиссёр                                      |
| 1986 | док | В. И. Ленин. Страницы жизни. И наступил 1917. Фильм третий «Октябрьский вихрь» | режиссёр                                      |
| 1988 | док | Товарищ американский миллионер                                                 | режиссёр                                      |
| 1990 | док | В. И. Ленин. Страницы жизни. И наступил 1917. Фильм третий «Октябрьский вихрь» | режиссёр                                      |
| 1993 | док | Слава Зайцев. Грёзы и судьба                                                   | режиссёр                                      |
| 1996 | док | Выстрел в театре (Убийство Петра Столыпина)                                    | режиссёр, сценарист                           |
| 1996 | док | Каиновъ дымъ                                                                   | режиссёр, сценарист                           |
| 1998 | док | Тайна Московского модерна                                                      | режиссёр, сценарист                           |
| 2000 | док | Московские тайны: Из глубины                                                   | режиссёр, сценарист (совместно с В. Листовым) |
| 2001 | док | Московские тайны: Николай Петрович Шереметев                                   | режиссёр, сценарист (совместно с В. Листовым) |
| 2002 | док | Русское кино. 20 век: Кино 1911 года                                           | режиссёр                                      |
| 2004 | док | Великая победа. Народная память: Детство среди войны                           | режиссёр                                      |
| 2006 | док | С Романом Карменом… Путешествие в молодость                                    | режиссёр, сценарист                           |
| 2008 | док | Анастасия                                                                      | режиссёр                                      |
| 2013 | док | «Высокая ставка», «Мы не подписывали договора в Версале» (дилогия)             | режиссёр                                      |

## Признание и награды
- приз «За гуманизм» 15-го Международного каннского кинофестиваля (1962) — за фильм «Осень надежды» (1962)[2];
- премия ЦК ВЛКСМ и премия Министерства Обороны СССР на I Всесоюзного кинофестиваля в Ленинграде (1964) — за фильм «Его звали Фёдор» (1963)[2];
- приз «Серебряный голубь» МКФ в Лейпциге (1964) — за фильм «Его звали Фёдор» (1963)[2];
- приз «Золотой голубь» МКФ в Лейпциге (1966) — за фильм «Катюша» (1964)[2];
- главный приз II Всесоюзного кинофестиваля в Киеве (1966) — за фильм «Катюша» (1964)[4];
- приз Всемирного совета мира на МКФ в Лейпциге (1970) — за фильм «Мир в этот день» (1970)[2];
- приз МКФ в Лейпциге (1971) — за фильм «Час Ирландии» (1971)[4];
- приз МКФ в Лейпциге (1972) — за фильм «Туманы Британии» (1972)[4];
- Орден Трудового Красного Знамени (1974)[2];
- Государственная премия СССР (1976) — за цикл фильмов «Программа мира в действии» (1973)[4];
- приз города Лейпцига на МКФ в Лейпциге (1976) — за фильм «Расскажи о доме своём» (1976)[2];
- Заслуженный деятель искусств РСФСР (17 декабря 1982 года)[7];
- Орден Дружбы народов (22 августа 1986 года)[2];
- Народный артист Российской Федерации (30 августа 1999 года) — за большой вклад в развитие киноискусства[8];
- премия «За вклад в киноискусство» в области неигрового кино и телевидения «Лавровая ветвь» (2006)[9];
- премия «Золотой орёл» (2007) в категории «Лучший неигровой фильм» — за фильм «С Романом Карменом… Путешествие в молодость» (2006)[10];
- приз «Золотой кентавр» XVIII МКФ «Послание к Человеку» в Санкт-Петербурге (2008) — за фильм «Анастасия» (2008)[2];
- специальный приз жюри Международного фестиваля фильмов о правах человека «Сталкер» (2008) — за фильм «Анастасия» (2008)[11];
- приз зрительских симпатий на Открытом кинофестивале неигрового кино «Россия» — за фильм «Анастасия» (2008)[2];
- кинопремия за лучший неигровой фильм «Ника» (2009) — за фильм «Анастасия» (2008)[12];
- Премия Правительства Российской Федерации в области культуры (17 декабря 2015 года) — за создание документальной кинотрилогии «Гроза 1914» («Ратная палата», «Высокая Ставка», «Мы не подписывали договора в Версале»)[13].
- Орден Дружбы (12 октября 2022 года) — за большой вклад в развитие отечественной культуры и искусства, многолетнюю плодотворную деятельность[14]

## Критика
По словам режиссёра Рустама Мамина, фильмом «Катюша» (1964) вчерашний выпускник института кинематографии «будто прорвал плотину в документальном кино — настолько он был органичный, искренний, с настоящей — живой и потрясающей — героиней». Историк кино Людмила Джулай в книге «Документальный иллюзион» констатирует, что в истории кино Лисакович останется прежде всего как автор «Катюши».
Сценарист Виктор Листов вспоминает, что Лисакович глубоко вникал в литературные тексты и стремился увидеть будущую картину «глазами драматурга». Сценарист Александр Руднев характеризует Лисаковича как режиссёра, способного «превращать документ в художественное зрелище».
На торжественной церемонии «Лавровая ветвь» в 2006 году киновед Андрей Плахов («Коммерсантъ») прокомментировал вручение премии режиссёру: «Её обладателем заслуженно стал Виктор Лисакович — классик отечественной документалистики и пионер многих жанров и методов съёмки, которые зародились на заре ТВ».